# Мандрыка, Василий Иванович
Василий Иванович Мандрыка (23 ноября 1918 — 15 ноября 1995) — советский хозяйственный, государственный и политический деятель.

## Биография
Родился в 1918 году в селе Белоцерковка. Член КПСС.
Образование высшее (окончил Омский машиностроительный институт)
- В 1941—1954 гг. — мастер цеха, инженер, начальник цеха, главный инженер Омского агрегатного завода им. В. В. Куйбышева.[1]
- В 1954—1959 гг. — главный инженер Омского радиотехнического завода им. К. Маркса.[1]
- В 1959—1968 гг. — директор Омского радиотехнического завода им. А. С. Попова.[1]
- В 1968—1974 гг. — начальник Главного управления Министерства радиопромышленности СССР.[1]
- В 1974—1990 гг. — начальник планово-экономического управления Министерства промышленности и средств связи СССР.[1]

Лауреат Государственной премии СССР (1985).
C 1991 гг. — начальник Главного управления экономики концерна «Телеком».
Умер в Москве в 1995 году.